# Frederik Sioen

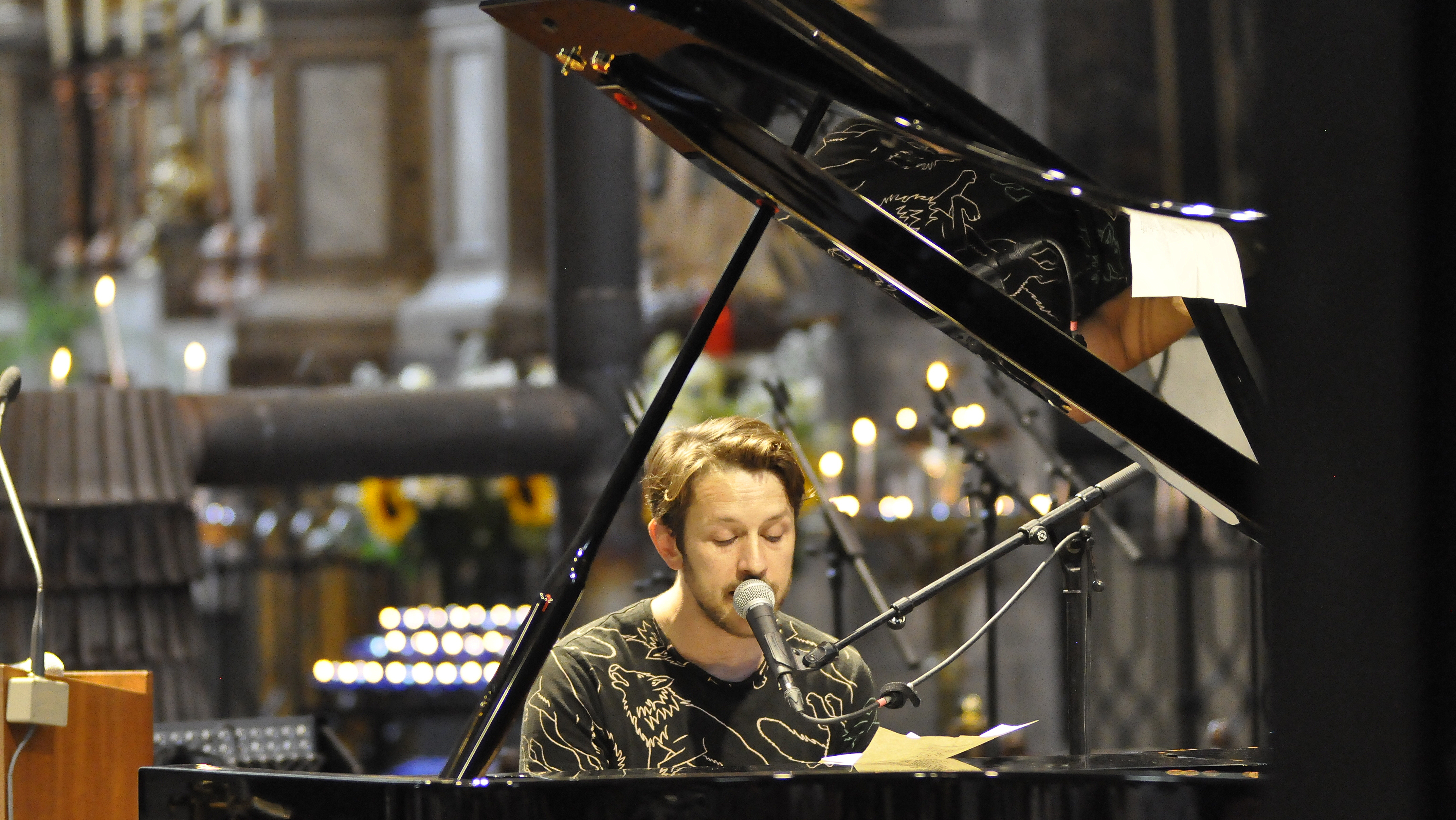
Sioen tijdens de Gentse Feesten 2018 in de Sint-Jacobskerk (Gent)

Frederik Sioen (artiestennaam Sioen) (Gent, 14 juli 1979) is een Vlaams singer-songwriter, muzikant en politicus voor de socialistische partij Vooruit.

## Levensloop

### Jeugd
Als kind volgde Sioen notenleer bij zijn vader, componist Philip Sioen, en studeerde hij klassieke muziek en dwarsfluit aan de Gentse academie. Ondertussen volgde hij ook Afrikaanse percussie bij pianist en componist Chris Joris en later ook flamenco-percussie (cajon). Begin de jaren 90 ging hij naar het Don Boscocollege in Zwijnaarde.
Op zijn zestiende deed hij als zanger auditie bij een Gentse rockgroep Medium, waarmee hij zijn eerste optredens gaf. Al snel begon hij eigen nummers te schrijven, eerst op gitaar, maar later op piano. Het instrument gaf hem meer mogelijkheden om een eigen stijl te ontwikkelen, ‘percussie met noten’, zoals hij het zelf noemde. Onder impuls van goede vriend en zijn latere manager Tom De Clercq, die Frederik Sioen op een feestje had horen piano spelen en zingen, nam hij in september 2000 zijn eerste demo S op. Een artiestennaam was snel gekozen, Sioen was namelijk al van kleins af aan zijn roepnaam. Solo achter de piano deed Sioen elk optreden dat op hem afkwam en via rockrally’s als Debuutrock (laureaat) en Oost-Vlaams Rockconcours (2de finalist) en 100% Puur (Poppunt) werden dat er meer dan 100 in de eerste twee jaar en werden er meer dan 2000 demo’s verkocht. A voice twice his age was een zin die in elk artikel terugkeerde.

### Debuut
Samen met Tom De Clercq richtte hij vzw Keremos op, een vzw die nog steeds jong talent ondersteunt (met groepen als Absynthe Minded, Jerboa, Trixie Whitley, Roadburg, Steak Number Eight). Via de band Ghalia Benali & Timnaa, die toen onderdak had bij vzw Keremos, kwam Sioen in contact met violist Renaud Ghilbert. Na een jamsessie backstage in Hamburg, besloten ze samen op te treden en te werken aan een debuutplaat. Na vele experimenten met een extra gitarist, met extra strijkers, met backing vocalisten, werd met Jacob Nachtergaele op drums en Jesse Vrielinck een vaste band gevormd. Als producer voor het debuut werd Pieter-Jan De Smet (PJDS) aangetrokken en in studio On The Moon zag in maart 2003 de plaat See You Naked het licht. De start van het succes was de 1ste single ‘Cruisin’’, die meteen de top van alle hitlijsten binnendrong. Als ondersteuning van de singlerelease gaf Sioen met zijn band een extra lang optreden op tram 1 in Gent. Fans konden op- en afstappen terwijl de tram door Gent reed. Na steeds meer optredens op grotere festivals in 2003, kreeg Sioen een aanbod om de soundtrack te schrijven voor de film Team Spirit II. De begeleidende tweede single Another Ballad werd een even groot succes.

### Doorbraak
Het jaar 2004 startte met een ‘specialleke’: Sioen says Boom!. Voor de release van de derde single Boom! nodigde Sioen enkele special guests uit in de Ancienne Belgique: Marie Daulne (Zap Mama), Gabriël Rios en Flip Kowlier, extra strijkers, een extra toetsenist Peter Lesage en drie backing vocals (de zusjes Gysels, nu ook Arsenal en Zita Swoon). Summertime 2004 titelde de eerste S-shirt: Rock Werchter, Francofolies, Gentse Feesten, Dour Festival, Lokerse Feesten, Marktrock Leuven en Dranouter Festival. Het werd de grote live-doorbraak waarbij Sioen geprezen werd voor zijn sterke live-reputatie. De krant De Morgen plaatste Sioen bij de beste tien optredens van Rock Werchter dat jaar (en beste Belgische act) en Sioen says Boom! werd herhaald voor 20.000 man in de grote tent van Dranouter met Toots Thielemans als special act. 2004 werd met meer dan 130 optredens op festivals en in theaters ook het jaar van de internationale uitstapjes. De plaat See You Naked werd uitgebracht in Nederland, Duitsland, Oostenrijk, Zwitserland en in Zuid-Korea waar ‘Cruisin’’ een top 10-hit werd en Sioen ‘Breaking New Artist’ werd.

### Aanhoudend succes
Naast een nominatie voor Beste Song voor het nummer Cruisin, kreeg Sioen begin 2005 een ZAMU-award voor ‘Beste Nieuwkomer’ en werd hij genomineerd als ‘Beste Componist’ voor zijn soundtrack bij ‘Team Spirit II’ op de Joseph Plateauprijzen. Bovendien ontving hij voor de eerste maal een gouden plaat, voor de meer dan 25.000 verkochte exemplaren van See You Naked. De druk om te bevestigen was zeer aanwezig bij de opnames van Ease Your Mind, het tweede full-album van Sioen. De band was op dat moment grondig door elkaar geschud: Jeroen Baert op viool, Laurens Smagghe op drums, David Bratzlavsky op gitaar en Matthias Debusschere op bas. Achter de knoppen van de Caraïbe Studio (Brussel) zat producer Denis Moulin, zoon van Marc Moulin, en voor de mix werd Eric Sarafin uit de Verenigde Staten overgevlogen, die ook bij de platen van Ben Harper betrokken was. Op de laatste track van de plaat Sleeping Beat verraste Thielemans opnieuw met zijn deelname. De verschijning van Ease Your Mind op 4 april 2005 vertaalde zich in Ceci N’est Pas Un Film. Vanuit de Kopergietery, een klein theater in Gent, werd het concert doorgestraald naar verschillende cinemazalen in binnen- en buitenland. Uiteindelijk zouden meer dan 5.000 mensen het concert ‘live’ hebben gezien. Later dat jaar verscheen ook een dvd van het concert en een bijkomende documentaire die zijn première kreeg op het gerenommeerde Filmfestival van Gent. De pers schreef Sioen bevestigd en de titeltrack Ease Your Mind werd overal opgepikt. De grote festivals volgden met onder andere een tweede maal Rock Werchter en de Lokerse Feesten als voorprogramma van Patti Smith. Sioen speelde ook meer en meer in het buitenland en een release in Duitsland werd bekroond met een uitverkochte zaal in Berlijn. De plaat zou ook uitgebracht worden in Nederland, Zwitserland en Oostenrijk. At A Glance, de tweede single van de plaat, werd begeleid door een animatieclipje dat wereldwijd op internationale animatiefestivals in de selectie werd opgenomen.

### 0110
Na een uitverkochte akoestische theatertour In No One’s Interest (maart 2006) met Jeroen Baert (viool) en Laurens Smagghe (drums) in trio, ging het avontuur verder naar Peking, China, waar Sioen was uitgenodigd door het stadsfestival. Aan boord nu ook Fritz Sundermann op gitaar en Sjang Coenen op bas. Sioen bleek eindelijk zijn vaste formatie gevonden te hebben, en de wilde trip in China was een goed voorteken. 2006 werd vooral het jaar van 0110: Concerten voor de verdraagzaamheid en tegen het racisme. Samen met Tom Barman (dEUS) en Arno als gangmakers en een team van honderden vrijwilligers werden op 1 oktober in Brussel, Antwerpen, Charleroi en Gent (waar Sioen gastheer was) gelijktijdig concerten gegeven door artiesten van verschillend pluimage: Clouseau, Helmut Lotti, Will Tura, dEUS, Gorki, Arno, Flip Kowlier, Gabriël Rios. De optredens brachten meer dan 55.000 mensen op de been. En ondanks het slechte weer baadde de dag in een ongeziene solidariteit. Mensen lieten elkaar voor bij het toilet, lieten elkaar schuilen onder hun paraplu. In 2006 mocht Sioen ook een gouden plaat ontvangen voor Ease Your Mind.

### A Potion
Na twee platen in ‘eigen beheer’ waagde Sioen de stap naar Universal Records voor de release van de derde plaat: A Potion. Met geluidsman Mike Butcher ( Marvin Gaye, Black Sabbath) achter de knoppen, verzorgde de band deze keer zelf de productie. In de Jet Studio in Brussel werd de plaat volledig ter plaatse gearrangeerd en volledig ‘live’ ingespeeld. A Potion werd in mei 2007 uitgebracht. De vooruitgeschoven single No Conspiracy At All werd opgepikt door het programma Beste Vrienden op Eén en de radio’s volgden snel. Het baande de weg voor een derde maal Rock Werchter en een vijfde maal Marktrock Leuven. Dat jaar werd Sioen ook gevraagd voor het Blue Note Festival tijdens de Gentse Feesten, waar hij met Dr. John en Randy Newman op het affiche stond. Het buitenlandse verhaal kreeg een vervolg in Duitsland, waar de band het voorprogramma van het Duitse MIA mocht doen, en in Frankrijk tekende Sioen bij Polydor Records. Als release in Frankrijk trad Sioen op in Opéra Bastille in Parijs, op uitnodiging van Gerard Mortier, Gentenaar en toen baas van de opera in de lichtstad. Hij werd ook uitgenodigd voor het voorprogramma van het Franse ‘Aaron’. En er was alweer een exotische uitstap, dit keer naar Kuala Lumpur, Maleisië.

### Sioen en Soweto
Sioen trok in november 2007 op uitnodiging van de Oxfam-actie One Day For Another World naar de township SOWETO in Zuid-Afrika om er een samenwerking op te zetten met plaatselijke muzikanten. Hij ontmoette er levende legende Pops Mohamed (cora, kalimbe, bira) en Khaya Mahlangu (saxofonist bij onder andere Hugh Masekela) en samen met Stella Khumalo (backing vocaliste bij o.a. Myriam Makeba) organiseerde hij een auditie in het hartje van Soweto waaruit vier schitterende backing vocalisten werden geselecteerd.
Tijdens de Gentse Feesten 2008 bracht hij de muzikanten naar België en het optreden dat bruiste van melodie en energie werd een spontaan succes en talk of the town. De Standaard schreef : "We hebben altijd sympathie voor iemand die nieuw repertoire een vuurdoop voor publiek geeft. Sioen slaagde ook nog met glans! We zagen hem na één nummer breed glimlachend achteroverleunen, vast opgelucht dat iets mooi in de plooi was gevallen. 'Calling Up Soweto' wordt na de Feesten misschien een cd en tournee. Dat zou fijn zijn: we krijgen niet elk concert drie straffe nieuwe nummers en nog een half dozijn met potentieel te horen."
En zo geschiedde. Gesteund door het enthousiasme van het publiek trok Sioen samen met Gentenaars Laurens Smagghe (vaste drummer van Sioen), Mirko Banovic (bas bij Arno en Arsenal) en Frederik Segers (gitarist Members of Marvelas) naar Johannesburg om er in januari 2009 met de Zuid-Afrikaanse muzikanten de plaat 'Calling Up Soweto' op te nemen. En dit in de legendarische studio's waar ook de plaat Graceland van Paul Simon werd opgenomen.

### Sioen en Binti
Sioen wordt sinds begin 2012 regelmatig begeleid door Binti, zes zingende zusjes uit Gent.
Ze brachten een live performance van "Blackout" op Studio Brussel en op 23 maart 2012 speelde Binti in het voorprogramma bij de cd-voorstelling van het album "Sioen" in de Gentse Vooruit. Zij verzorgden ook de backing vocals tijdens het hoofdprogramma van de avond. Het Nieuwsblad schreef: "Dat Sioen vele gezichten heeft, kwam dan weer ten volle tot zijn recht in een reeks nummers waarbij de zes zusjes van Binti mochten mee opdraven. Het jasje ging uit, maar de boodschap op zijn T-shirt 'Heal the world' werd er allesbehalve rustig ingeramd. Het microstatief mocht het meer dan een keer ondervinden."

### Liefde voor muziek
In 2016 deed hij mee aan het programma Liefde voor Muziek.

### Kunstenoverleg Gent
In februari 2020 werd Sioen coördinator van het platform Kunstenoverleg Gent, dat zich ertoe verbond om concrete acties te realiseren die bijdroegen aan de artistieke verbeelding van de stad Gent en een structurele gesprekspartner wilde zijn met de stedelijke overheid over het cultuur- en het kunstbeleid in Gent en daarnaast de brug wilde bouwen naar andere sectoren zoals economie, onderwijs, toerisme en welzijn. Hij oefende deze functie uit tot in januari 2024.

### Politiek
In oktober 2023 kondigde Sioen aan dat hij politiek actief werd voor de partij Vooruit. Bij de verkiezingen voor het Vlaams parlement in juni 2024 werd hij met 8.457 stemmen verkozen tot Vlaams volksvertegenwoordiger. Sioen ging in het Vlaams Parlement zetelen in de commissie Onderwijs en werd plaatsvervanger in de commissie Cultuur, Jeugd, Sport en Media.
Sioen was ook kandidaat voor de gemeenteraadsverkiezingen van oktober 2024 voor de Gentse stadslijst Voor Gent en raakte ook daar verkozen.

## Discografie

### Albums
| Album met hitnotering(en) in de Vlaamse Ultratop 200 albums | Datum van verschijnen | Datum van binnenkomst | Hoogste positie | Aantal weken | Opmerkingen |
| ----------------------------------------------------------- | --------------------- | --------------------- | --------------- | ------------ | ----------- |
| Team spirit II                                              | 2003                  | 29-03-2003            | 47              | 1            | Soundtrack  |
| See you naked                                               | 05-05-2003            | 06-12-2003            | 26              | 50           |             |
| Ease your mind                                              | 04-03-2005            | 12-03-2005            | 2               | 29           |             |
| A potion                                                    | 06-04-2007            | 14-04-2007            | 5               | 24           |             |
| Sioen                                                       | 24-02-2012            | 03-03-2012            | 26              | 15           |             |
| Man mountain                                                | 13-03-2015            | 21-03-2015            | 37              | 14           |             |
| Messages Of Cheer & Comfort                                 | 31-01-2020            | -                     | -               | -            |             |

### Singles
| Single met hitnotering(en) in de Vlaamse Ultratop 50 | Datum van verschijnen | Datum van binnenkomst | Hoogste positie | Aantal weken | Opmerkingen                       |
| ---------------------------------------------------- | --------------------- | --------------------- | --------------- | ------------ | --------------------------------- |
| Cruisin'                                             | 2003                  | -                     |                 |              |                                   |
| Another ballad                                       | 2003                  | 10-01-2004            | tip18           | -            |                                   |
| Boom!                                                | 2004                  | -                     |                 |              |                                   |
| Ease your mind                                       | 04-03-2005            | -                     |                 |              |                                   |
| At a glance                                          | 2005                  | -                     |                 |              |                                   |
| No conspiracy at all                                 | 2007                  | 14-04-2007            | 22              | 11           | Nr. 9 in de Radio 2 Top 30        |
| Ready for your love                                  | 2007                  | 28-07-2007            | tip11           | -            |                                   |
| I need a drug                                        | 2007                  | -                     |                 |              |                                   |
| Automatic                                            | 16-02-2009            | -                     |                 |              | met Pops Mohamed & Khaya Mahlangu |
| Bad bad world                                        | 17-10-2011            | 12-11-2011            | tip43           | -            |                                   |
| I'm not ready to love you like I do                  | 23-01-2012            | 04-02-2012            | tip20           | -            | Nr. 9 in de Radio 2 Top 30        |
| Johnny, Mary, Tommy & the sun                        | 14-05-2012            | 02-06-2012            | tip34*          |              |                                   |

### Dvd
- Ceci n'est pas un film (2005)